# Zwickau
Zwickau é uma cidade do leste da Alemanha, na região administrativa de Chemnitz,  estado da Saxônia, distrito de Zwickau. Esta situada às margens do rio Zwickauer Mulde. Centro industrial, situado em uma região rica em minas de carvão. Entre seus produtos destacam-se compostos químicos, componentes elétricos, maquinaria mineradora, porcelanas e têxteis. De sua arquitetura, sobressaem a igreja de Santa Maria (século XV) e a porta de entrada da cidade (século XVI). Sua população, segundo estimativas de 1990, era de 115.700 habitantes.
Zwickau foi uma cidade independente (Kreisfreie Städte) ou distrito urbano (Stadtkreis) até 31 de julho de 2008, quando passou integrar o distrito de Zwickau.

## Ligações externas

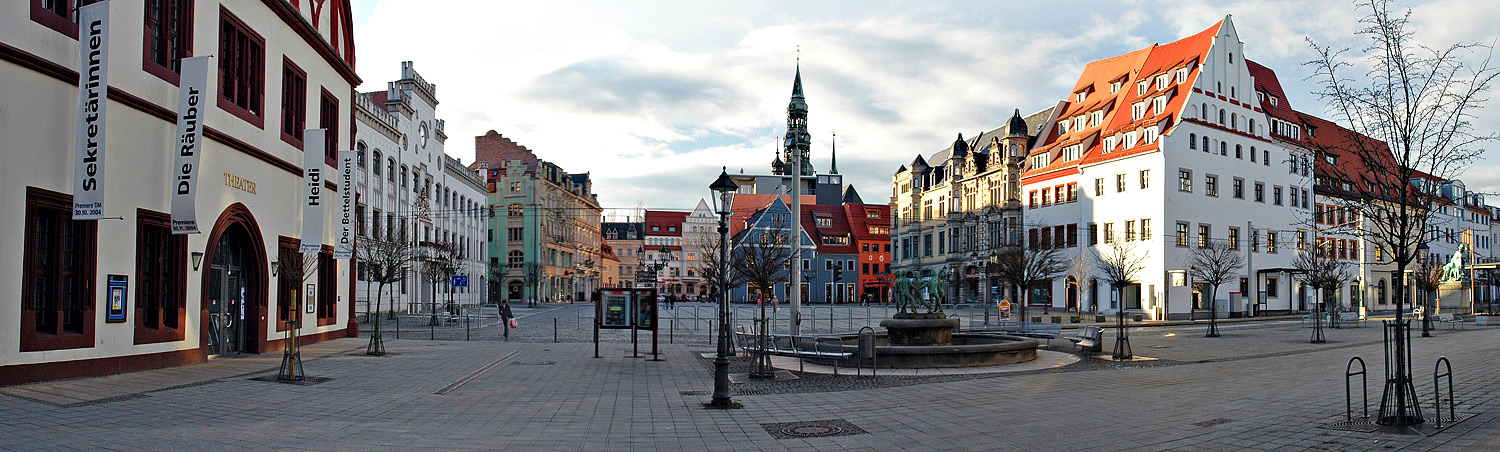
Principal centro comercial (Hauptmarkt) de Zwickau.